# Він став копом
«Він став копом» (англ. He Becomes a Cop) — американська короткометражна кінокомедія режисера Воллеса Бірі 1916 року.

## У ролях
- Картер Де Гейвен — Тімоті Доббс
- Роберт Мілаш
- Маргарет Вістлер